# درخت براونی

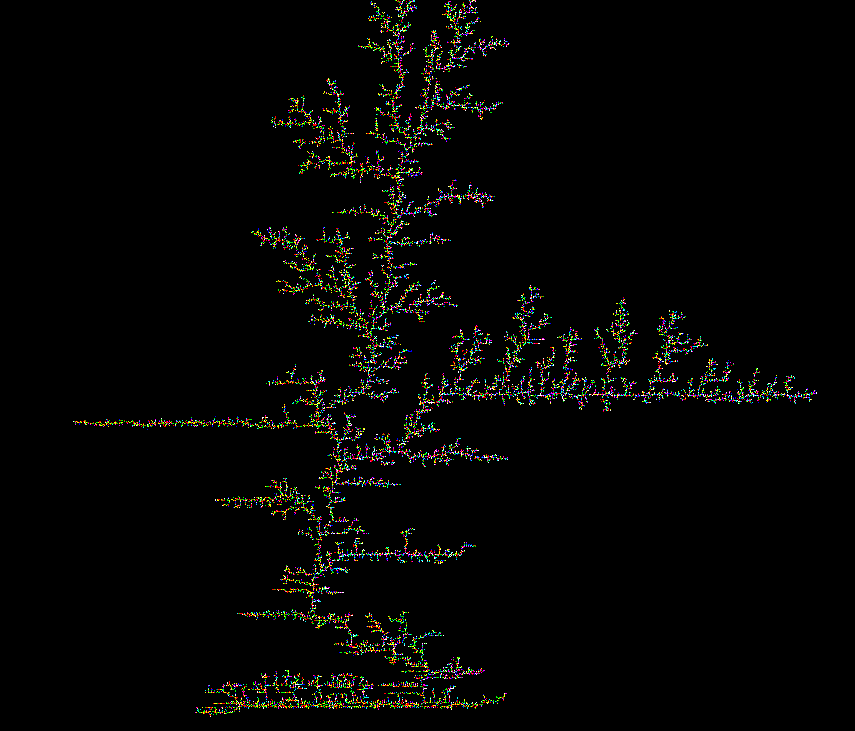
یک نمونه درخت براونی

درخت براونی که نامش از رابرت براون گرفته شده، نوعی هنر رایانه ای است که در دههٔ ۱۹۹۰ هنگامی که رایانه‌های خانگی توان شبیه‌سازی حرکت براونی را پیدا کردند مشهور شد. در آن دوران برای یک رایانه ساعت‌ها و گاهی روزها طول می‌کشید تا یک درخت کوچک بسازد.

## ساخت
1. نخست یک «دانه» یک جای دلخواه در صفحه نمایش کاشته می‌شود.
2. ذره ای در یک جای تصادفی روی صفحه نمایش قرار می‌گیرد و اجازه داده می‌شود تا به صورت تصادفی جابجا شود تا اینکه با دانه برخورد کند و همان‌جا رها شود.
3. ذرهٔ دیگری در جایی تصادفی قرار می‌گیرد و حرکت می‌کند تا به دانهٔ کاشته شده یا ذره ای دیگر برخورد کند.
4. تکرار مراحل قبل.

### موارد تاثیرگذار
- جای دانهٔ کاشته شده
- جایگذاری اول ذره
- الگوریتم جابجایی (معمولاً تصادفی است اما اگر ذره ای خیلی دور قرار گرفت می‌توان آن را حذف کرد)